# Шувалов Андрій Михайлович
Андрій Михайлович Шувалов (рос. Андре́й Миха́йлович Шува́лов, нар. 8 січня 1965, Ідріца, Псковська область, Російська РФСР, СРСР) — радянський фехтувальник на шпагах, триразовий бронзовий (двічі 1988 рік, та 1992 рік) призер Олімпійських ігор , дворазовий чемпіон світу.

## Виступи на Олімпіадах
| Олімпіада      | Дисципліна          | Місце |
| -------------- | ------------------- | ----- |
| Сеул 1988      | індивідуальна шпага | 3     |
| Сеул 1988      | командна шпага      | 3     |
| Барселона 1992 | індивідуальна шпага | 11    |
| Барселона 1992 | командна шпага      | 3     |